# 社会構成主義 (国際関係学)
社会構成主義 / 構成主義（コンストラクティビズム、(social) constructivism）は、国際関係の重要な側面が、人間の本性あるいは世界政治におけるそのほかの本質的な性質の不可避の帰結というよりもむしろ歴史的かつ社会的に左右されるものだと主張する国際関係論の学派である。国際関係における規範、アイディア、アイデンティティを重視するアプローチである。論者によっては「社会構成主義」もしくは「社会構築主義」と呼ばれる。

## 展開
ニコラス・オナフが国際関係の「社会的に構築された」性質を強調する世界政治の研究に対するアプローチを描写するために「構成主義」という用語を作り出したと一般にみなされている。現代の構成主義理論はオナフによる先駆的な業績だけでなく、（ポスト構造主義に親和的な）リチャード・アシュリー、フリードリッヒ・クラトチウィル、ジョン・ラギーによる業績にもその起源を遡る。しかし、国際関係論において社会構成主義の著名な提唱者を一人挙げるとすれば、アレクサンダー・ウェントであることに異論はないと思われる。『国際組織』に掲載されたウェントの論文「アナーキーは国家が作り出すもの―権力政治の社会的構成」（1992年）は、新現実主義者と新自由主義制度論者の双方が抱えている欠陥（つまり物質主義で粗野な形態への関与）であると考えるものに挑戦するための理論的土台を示した。「権力政治」のような現実主義の中心概念さえも社会的に構築されたもの、つまり生来的に所与ではなく、人間の実践によって変革可能であることを提示しようと試みることによって、ウェントは、国際関係の研究者が構成主義的な視座から広範な争点において研究を追及する方法を開拓した。ウェントは、さらにこれらの考えを彼の主要な業績である『国際政治の社会理論』（1999年）で発展させている。
1980年代後半および1990年代初頭以降、構成主義は、（新）現実主義および（新）自由主義とならぶ国際関係論における主要な学派のひとつとして認められるようになった。ジョン・ラギーやほかの論者たちによれば、構成主義をいくつかのバリエーションに区別することができるとされる。 一方で、新現実主義や新自由主義制度論といった学界の主流派に属する研究者たちにも広く受け入れられ、彼らとの間で活発な論争を生み出しているマーサ・フィネモア、キャスリン・シッキンク、アレクサンダー・ウェントのような構成主義者がいる。他方で、言説や言語学を重視するラディカルな構成主義者がいる。

## 理論
構成主義は、新現実主義やネオリベラル制度論の前提とは反対に、国際関係の側面の多くがどのように「社会的に構築されている」のか、つまり社会実践と相互作用の継続する過程によって国際関係の内実が与えられるのかを主に提示しようとする。アレクサンダー・ウェントによると、広く受け入れられている構成主義の基本的主張は、（1）人間の組織の構造は物質的な力ではなくむしろ共有された理念によって主に決定される、（2）合目的な主体のアイデンティティと利益は、自然によって与えられるのではなくむしろこれら共有された理念によって構築される、というものである。

### 現実主義への挑戦
新現実主義が、構成主義の形成期において、国際関係論の支配的な言説であったので、構成主義の初期の理論的業績の大半は、新現実主義の基本的な前提に挑戦することであった。ケネス・ウォルツの『人間・国家・戦争』で最初に展開され、新現実主義の中心的テキストである彼の『国際政治の理論』で明確化された主張、つまり国際政治の重要な内容の多くが国際システムの構造によって説明されると主張する意味で新現実主義者は基本的に「構造主義者」である。とくに、国際政治は、国際システムがアナーキーである、つまりいかなる上位の権威もなく、その代わり形式的に平等なユニット（主権国家）から成るという事実によって主に決定される。ユニットはすべて自らの領土に対して主権を行使する。そのようなアナーキーは、誰にも頼ることなく安全を自らで獲得するという「自助」などの特定の行動を諸国に強いる。このような国家の行動、そしてパワーによる自己利益の擁護は国際政治の多くを説明すると新現実主義者は論じている。このため、新現実主義者は、ユニットあるいは国家次元での国際政治の説明を退ける傾向にある。ユニット次元への注目は、ウォルツによって還元主義と攻撃されている。
構成主義は、とくにウェントの初期の業績では、新現実主義者によって「構造」に帰せられた因果的パワーが実際には「所与」ではなく、構造それ自体が社会的実践によって構築されていることを提示することによってこの前提に挑戦した。システムにおける主体のアイデンティティと利益の性質、そして（アナーキーを含む）社会制度がアクターに対して有する意味に関する前提から離れてしまうと、新現実主義の「構造」は、何も明らかにしていない、「二つの国家が友好国なのか敵対国なのか、相互の主権を承認しているのか、王朝的紐帯を持っているのか、修正主義国家なのか現状維持国家なのかなどについて予測しない」とウェントは論じる。このような行動の特徴がアナーキーでは説明できず、その代わりに主要な主体が持つ利益やアイデンティティに関する証拠の導入を必要とするので、システムの物質的構造（アナーキー）への新現実主義の焦点は誤っている。しかし、ウェントはさらに議論を進めて、アナーキーが国家を拘束する方法が　国家がアナーキーを知覚し、国家自身のアイデンティティや利益を知覚することに依拠しているため、アナーキーは必ずしも「自助」のシステムでさえもないと論じる。ある国家にとっての安全の獲得がほかの国家にとって安全の喪失を意味する、競争的かつ相対的な概念として安全を見る国家に関する新現実主義の仮定に従う限りで、自助を国家に強いるに過ぎない。もし他国の安全に否定的な影響を与えることなく自らの安全を最大化できる「協調的」安全保障であれ、あるいは国家が他国の安全を自国にとっても価値あるものとみなす「集団的」安全保障であれ、安全保障の代替概念を国家がその代わりに持っているならば、アナーキーは、決して自助につながらないのである。新現実主義の結論は、こうして、社会制度の意味が主体によって構築される方法に関する不問の仮定にほとんど依拠している。重要なことに、新現実主義者はこの点を認識できないために、そのような意味が不変であると誤って仮定し、新現実主義の観察の背後で重要な説明作業を実際に行っている社会構築の過程の研究を排除している。

### アイデンティティと利益
構成主義者が国際的な主体の行為へのアナーキーの決定的な効果に関する新現実主義の結論を拒否して、新現実主義を支える物質主義から遠ざかるにつれて、国際関係を理論化する際に中心的な位置を占める国際的主体のアイデンティティと利益にとって必要な空間を作り出している。主体が自助のシステムの命法によって統制されているのではないため、アイデンティティと利益はその行為を分析するときに重要なものになっている。国際システムの性質と同じく、構成主義者は、アイデンティティや利益を（伝統的現実主義）を貫く人間本性の命令のような）物質的な力に客観的に基礎付けるものではなく、理念およびその理念の社会的な構築の結果だと見る。
マーサ・フィネモアは、主体の利益認識の社会的構築過程に国際組織が関わっている状況に関する影響力のある研究で知られている。『国際社会における国家利益』で、フィネモアは、「パワーの構造ではなく、意味と社会価値の国際構造を調査することで国家利益と国家行為を理解するための体系的なアプローチを発展させる」ことを試みている。「利益は発見されるのを待っているのではなく、社会的相互作用を通じて構築される」と説明する。フィネモアは、そのような構築の三つの事例研究、つまりユネスコの創設、ジュネーヴ議定書における国際赤十字の役割、貧困への態度に対する世界銀行の影響力に関する事例を提示する
これらの過程の研究は、国家の利益とアイデンティティに対する構成主義的態度の例証である。その性格や形成を研究することが国際システムを説明する構成主義の方法論に組み込まれているように、そのような利益やアイデンティティは国家行為の中心的な決定要因である。しかし、国家の属性であるアイデンティティや利益への再注目にもかかわらず、構成主義者が必ずしも国際政治のユニット次元に分析の焦点を絞っているわけではないことに注意することは重要である。理念や過程がアイデンティティや利益の社会的構築を説明する傾向がある一方で、そのような理念や過程が国際的なアクターに影響を与える構造自体を形成することをフィネモアやウェントのような構成主義者がともに強調する。新現実主義者との決定的な違いは、この国際構造を生来的に物質的ではなくむしろ観念的であるとみなすことである。

### 研究領域
多くの構成主義者は、主体の社会的構築物として国際舞台における「社会的現実」の目標、脅威、恐怖、文化、アイデンティティその他の要素を見ることで国際関係を分析する。重要な編著で、構成主義者たちは、とりわけ軍事的安全保障上の争点をめぐって国際システムがどのように動いているのかに関する多くの伝統的な現実主義の仮定に挑戦した。 トーマス・ビアステーカーとシンシア・ウェーバーは、国際関係における中心的主題である国家主権の進化を理解するために構成主義を適用した。またロドニー・ブルース・ホールとダニエル・フィルポットの業績は、国際政治の動態における主な変革に関する構成主義理論を発展させた。国際政治経済学では、構成主義の適用はそれほど見られない。この分野での注目すべき構成主義の業績の例には、ヨーロッパ通貨同盟に関するカスリーン・マクナマラの研究や、アメリカにおけるレーガノミクスの登場についてのマーク・ブライスの分析が含まれる。
言語や修辞が国際システムの社会的現実を構築するためにいかに利用されるのかに焦点を当てることによって、構成主義者は、国際関係における進歩について純粋に物質主義的存在論に忠実な現実主義者よりも楽観的だとしばしばみなされているが、しかし多くの構成主義者は、構成主義的な考えの「リベラル」な性格に疑問を呈し、権力政治からの解放の可能性に関して現実主義的な悲観主義に強いシンパシーを表明している。
構成主義は、国際関係の二つの主導的理論である現実主義と自由主義に対する代替物として提示されるが、しかし、二つの理論とまったく異なるというわけでは必ずしもないと主張する研究者もいる。ウェントは、主導的な現実主義者および新現実主義者と、アナーキーの存在や国際システムにおける国家の中心性のような重要な仮定のいくつかを共有している。しかし、ウェントは、物質主義的ではなく文化的にアナーキーを捉えている。彼はまた、国際関係理論におけるアクターとしての国家仮定の洗練された理論的擁護を提供する。これは、ある構成主義者がこれらの仮定のいくつかについてウェントに挑戦しているように、国際関係論の学界において論争上の争点である（たとえば、Review of International Studies, vol. 30, 2004を参照）。

### 近年の展開
自覚的に社会構築の過程を研究している研究者のグループは「構成主義者」のレッテルを避けている。彼らは、「主流派」の構成主義が、国際関係の「科学的」アプローチを追求することで言語論的転回や社会構築主義理論の最も重要な洞察の多くを放棄していると論じる。ジェフリー・チェッケルのような「主流派」構成主義者でさえも、構成主義者が非構成主義学派に橋を架ける努力に傾注しすぎていると懸念を表明している 。
台頭している構成主義者の多くは、現在の理論が世界政治における習慣的および非自省的な行為の役割に不適切な注意を払っていると主張する。「実践的転回」の提唱者たちは、心理学的および社会的生活における習慣の重要性を強調するピエール・ブルデューのような社会理論家に加えて、神経科学の業績から示唆を得ている 。

## 代表的な学者
- エマヌエル・アドラー（Emanuel Adler）
- マイケル・バーネット（Michael N. Barnett）
- トーマス・バーガー（Thomas U. Berger）
- ジェフリー・チェッケル（Jeffrey T. Checkel）
- マーサ・フィネモア（Martha Finnemore）
- オーディー・クロツ（Audie Klotz）
- フリードリッヒ・クラトチウィル（Friedrich V. Kratochwil）
- ニコラス・オナフ（Nicholas Greenwood Onuf）
- リチャード・プライス（Richard Price）
- クリスチャン・ルース＝スミット（Christian Reus-Smit）
- ジョン・ラギー（John Gerard Ruggie）
- キャスリン・シッキンク（Kathryn Sikkink）
- ジュッタ・ウェルデス（Jutta Weldes）
- アレクサンダー・ウェント（Alexander Wendt）